# 上水道

オハイオ州トレドの上水道施設（1908年）

上水道（じょうすいどう、英語: waterworks system）とは、一般的には飲用に適する水を供給するための施設を指す。
上水道は水を供給する施設であり、水を排出する施設である下水道と対置される。
単に「水道」という場合も、導管などの工作物により、人の飲用に適する水を供給する施設を指すことが多く、下水道などとの区別を強調する場合に上水道と呼ばれることが多い。
近代的な意味では、有圧送水、濾過浄水、常時給水の3つの特徴を有するものをいう（近代水道）。一方、開発途上国への経済技術協力の報告書等では、必ずしも各家庭に直接給水するシステムのみを指す概念ではない（後述）。
なお、法制度上は一定規模以上のものを「上水道（事業）」と呼ぶ場合がある（日本では上水道事業と簡易水道事業を区別する）。

## 概要
古代より河川や湖沼から水路を通して集落さらには都市に水を供給することが行われ、水源から開水路や石樋、木樋などを設置して自然流下で給配水する方式がとられた。しかし、19世紀に近代水道の三大発明と称される「鋳鉄管」「砂濾過」「ポンプ」などの技術革新を生じ、近代水道の3つの大きな特徴とされる「有圧送水」「濾過処理」「常時給水」がヨーロッパから普及していった。
上水道は一般的には飲用に適する水を供給するための施設を指すが、飲用を含まない雑用に使用するための水道施設や上水道で使用された水を処理して再利用する水道もあり、それぞれ雑用水道や中水道と呼ばれることもある。前者は工業用水などとして法律上あるいは施設上区別されることがある（工業用水道や工業用水管など）。上水道も実際には飲用よりも雑用に使われる比率が高いが、生活用水としては飲用に適する水質であることが望ましく、上水道と別に雑用水道を全面的に敷設すると総合的に水コストが高くなるなどの問題がある。
なお、開発途上国では水道施設について三種に区分し、経済技術協力分野ではこれらを総称して「上水道」と呼ぶ場合がある。
- Level I System - 井戸や泉に周囲の家庭が汲みにくることができるようにした設備[4]
- Level II System - 水源から地域の公共栓まで給水し、その周囲の家庭が汲みにくることができるようにした設備[4]
- Level III System - 水源から各家庭に直接給水する設備[4]

## 上水道の歴史

### 世界の上水道の歴史
世界の水道の起源として紀元前312年に整備された古代ローマのアッピア水道が挙げられることがある。しかし、より古くインダス文明のモヘンジョダロが挙げられることもある。
近代水道の始まりについても様々な捉え方があり、1787年にパリで蒸気式揚水用ポンプが使われたのが始まりと紹介するものもあれば、1808年にイギリスのグラスゴーで水道会社が横流れ式の砂・砂利濾過池で濾過して給水を行ったのを始まりと紹介するものもある。

### 日本の上水道の歴史

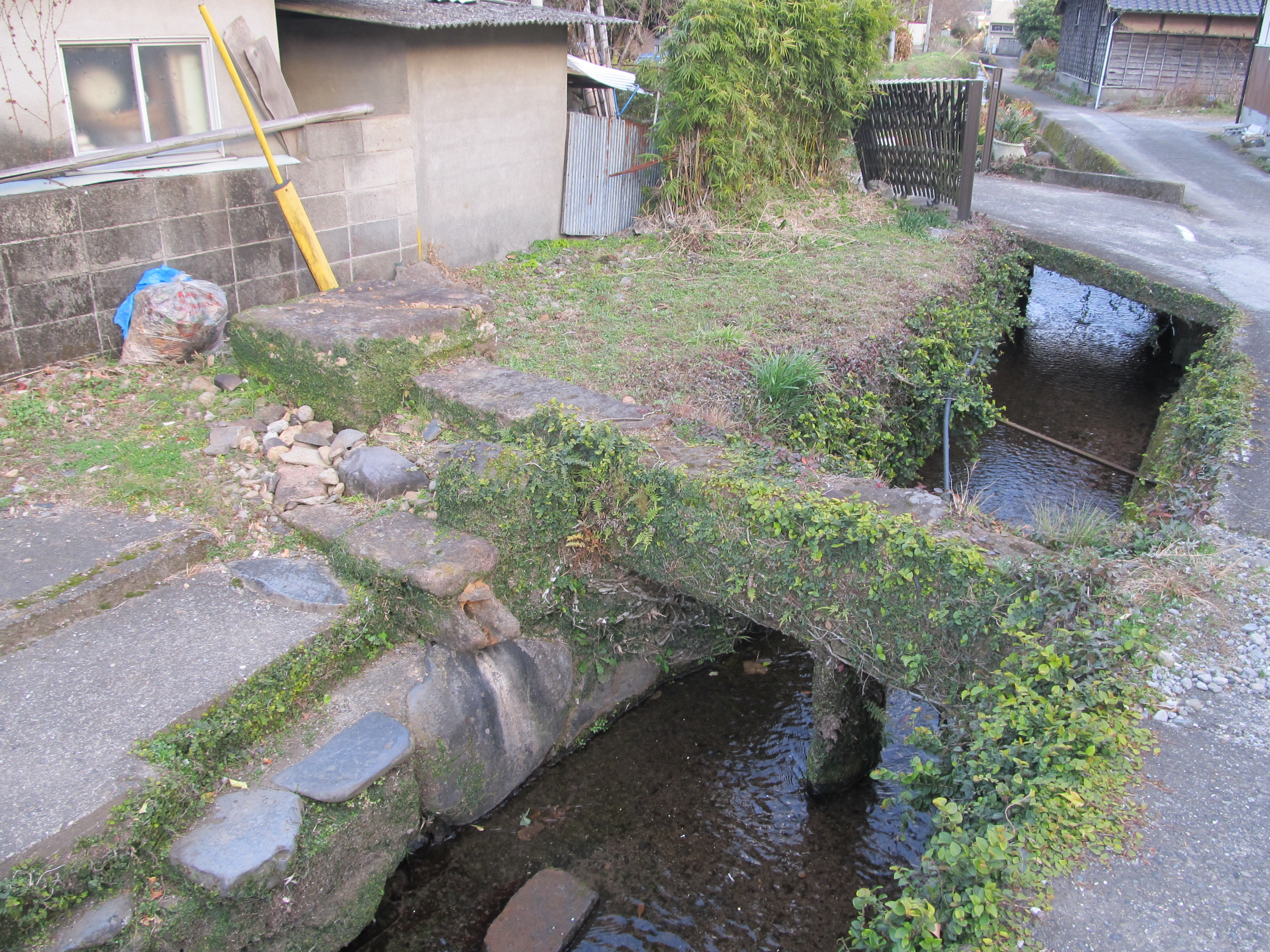
日本現役最古の上水道である轟泉水道

日本で記録に残る最古の水道は北条氏康が小田原城下に整備した小田原早川上水とされており、木樋で給配水を行い、炭や砂による濾過も採用されていたとされる。豊臣秀吉の小田原征伐に参陣した諸大名たちは、この上水を見て、自領の上水開設の参考にしたものと考えられている。
1590年（天正18年）には徳川家康の命で江戸に井之頭池などを水源とする小石川上水（後の神田上水）が整備され、このときに施設の名称として「水道」が初めて登場したとされる。その後、江戸の人口増加に対応して、玉川上水、青山上水、亀有上水、三田上水、千川上水が整備され、「江戸の六上水」と称された。
日本で現在も使われている中で最古の水道は、熊本県宇土市に在る轟水源を水源とする轟泉水道で宇土藩初代藩主細川行孝が造り、寛文3年（1663年）に完成したものである。始めは丸い土管の水道管で造られていたが、完成後100年程して6代目藩主細川興文のとき丈夫で長持ちする石の水道管に改修され今日に至る。
日本で最初の近代水道は1885年（明治18年）4月に起工し、1887年（明治20年）9月に竣工した横浜水道である。技術顧問としてイギリス人技師のヘンリー・S・パーマーを招き、相模川の上流に水源を求めて建設に着手し、濾過した水を消毒し、ポンプと鋳鉄管で市内に送水する設備を有していた。
1890年（明治23年）には法制度と財源の確保の裏付けとなる全16条からなる水道条例が制定され、これに先立って1888年（明治21年）に制定された市制町村制により水道の市町村公営原則を法制化した。日本各地では横浜に続き、函館（1889年）、秦野（1890年）、長崎（1891年）、大阪（1895年）、東京（1898年）、神戸（1899年）と近代水道の整備が進んだ。
日本に近代上水道が導入されたきっかけとしてはコレラなどの伝染病への対策という面もあるが、多少なれど事業当事者にとっての利潤という面も無視できなかった。東京府水道の建設などは当時の政府/内務省と当時の野党である改進党の思惑に、条約改正を目論む外務省が関わる東京改造計画が絡んだ。
日本では上水道網の導入が検討されていた明治中期、上水道が需要を集める保証は無かったとされている。特に湧水に恵まれた京都市などでは「京都の人がわざわざ金を払って水道を使うだろうか?」「使うだけの『水質』の魅力が水道にあるのか?」と甚だ疑問の目が向けられていた。

### アメリカでの歴史
アメリカ国内の水道事業は個人の井戸から発展したもので、1652年にマサチューセッツ州ボストンに最初の水道事業体が発足した。1832年にはバージニア州リッチモンドに最初の近代的な浄水場が建設された。
アメリカでは植民地時代から1850年頃まで民間による水道経営が主流となっていた。しかし、富裕層が多く住む地域での給水に優先的に投資が行われていたこと、水道会社の利益が最大になるよう水道料金が設定されていたこと、水質への配慮が不十分であったことなどから公営の水道事業が徐々に増えていった。また、19世紀に入って都市化が急速に発展するとともにコレラやチフスなどの水系伝染病が大流行したが、水道が未整備の地域で汚染された井戸水や河川表流水を人力で汲んで用いていたことが原因であることが明らかとなってからは、近代的な浄水場の建設や配水管・給水管の整備が進んだ。

## 世界の水道業

### 世界の水道企業
欧州や米国では水道事業を民間に開放しているところもあり、必ずしも自治体が提供する公営事業とは限らない。イギリスやフランス、オランダ等のように水道事業を民間会社が行っているのが一般的な国もあり、これらの国の水道運営会社は世界各国にも進出している。水道世界3大企業はフランスのスエズとヴェオリア・ウォーター、イギリスのテムズ・ウォーターである。このほかにもベクテルのような建設関連企業が海外での水資源開発や水道事業の受託を行っている。
歴史的には、リヨン市の水道事業が民間委託化されたのが1853年であるが、欧米で民営化が広く行われるようになったのは20世紀に入ってからであった。2008年現在、全世界の水道供給人口50億人のうち、民営化された水道企業が水を供給しているのは4億人である。パリでは1985年から2009年まで約25年間に民間が運営をしていた間に料金が2倍になったが、水道の漏水率が22％から4％と改善した。フランスでは他の自治体も民営化したが、9割は民間管理を更新した。
| 国       | 企業名                           | 給水人口    |
| -------- | -------------------------------- | ----------- |
| フランス | スエズ                           | 1億2500万人 |
| フランス | ヴェオリア                       | 1億0800万人 |
| イギリス | テムズ・ウォーター               | 7000万人    |
| フランス | SAUR                             | 3700万人    |
| イギリス | ユナイテッド・ユーティリティーズ | 2000万人    |

### 日本の上水道

#### 水道事業の区分
日本の水道法では「水道事業」を一般の需要に応じて水道により水を供給する事業のうち、給水人口が100人を超えるものとしている。この水道事業には上水道事業と簡易水道事業が含まれる。
- 上水道事業 - 給水人口が5,001人以上の水道により、水を供給する水道事業[5]。
- 簡易水道事業 - 水道事業のうち給水人口が5,000人以下であるもの[5]（水道法第3条第3号）

なお、上水道事業は法律用語として水道法に定義されているわけではなく、簡易水道事業（水道法第3条第3号で定義）以外の水道事業を指すために慣用的に用いられている概念である。
このほか水道法には、専用水道、簡易専用水道、水道用水供給事業（水道により水道事業者に対してその用水を供給する事業）も定義されているが、これらは水道事業とは別の区分である。

#### 水道施設の管理
日本中に張り巡らされている水道管の全長は約66万キロメートル、地球16周分の長さになるが、水道管の耐用年数は約40年で60年以上たっているため、約2000か所毎日破裂している。水道管をすべて更新するには130年以上かかると計算されている。

#### 水道事業の運営
日本でも水道法が2001年に改正され、水道事業の包括的な民間委託が可能となった。
2025年には世界全体で100兆円の市場となると言われている水道事業には、商社やメーカーだけでなく水道事業のノウハウを持つ日本の自治体の水道局も参入へ向けた行動を起こしている。
日本国内でも水道の民営化や包括的な委託の受け皿となるべく企業が設立されるとともに、一部の地方都市で実際に包括的な委託を受託した例もある。しかし、日本国内では大規模な水道事業を民営化したり、運営全てを民間企業に委託（包括的委託）した例は無い。なお、浄水場の運転操作や保守点検等の一部分や、料金徴収など周辺事業を民間委託している例は多数あるが、これらは水道事業に関わる経営判断を含め多くの部分を民間に任せている欧米の方式とは異なっている。日本国内では経済的合理性や海外進出を考える商社やメーカー等の企業育成を考えて、水道企業を民営化したほうがよいとする意見や、水資源の公共性や水道の安定供給・安全性を考えて公営事業のままでよいとする意見など種々ある。しかし、国連テクニカルアドバイザー曰く、どのみち現行の水道料金は老朽化した水道管を維持するのに足りず、「水と安全はタダ」という日本的発想を料金を上げて赤字の現在を変えないといけないと警鐘を鳴らしている。

### アメリカの上水道
アメリカ合衆国の水道事業体は、環境保護庁（EPA）により、市町村水道、専用水道、季節専用水道の3つに分類されている。
- 市町村水道（Community Water System（CWSs） - 1年を通じて定住人口に対し給水している水道事業体[20]
- 専用水道（Non-Transient Non-Community Water Systems（NTNCWSs） - 25人以上の定住人口に対して6か月以上給水している自家用水道（学校・工場等）の水道事業体[20]
- 季節専用水道（Transient Non-Community Water System（TNCWSs）） - 住居地域以外において移動人口に対して給水している自家用水道（ガソリンスタンド・キャンプ場等）の水道事業体[20]

## 水道水の水質
水道水（家庭用炭酸化の有無にかかわらず）には、ボトル入りの水には含まれていないフッ化物が含まれている。フッ化物は虫歯の予防に大きな影響を及ぼし、口腔の健康を維持する上で不可欠であると考えられているため、これは重要である。ほとんどのボトル入り飲料水にはフッ化物が含まれていない。ただし、2012年の時点では、アイルランド以外の西ヨーロッパ諸国には水道水フッ化物添加はほとんど行っていない。

### 水道水が飲める国
2022年時点で、142カ国が安全に水道水が飲めると言われている。

### 水質基準

#### WHO
世界保健機関(WHO）では、各国が水質基準を設定する際の参考となるよう飲料水についての水質ガイドラインを定め勧告している。

#### 日本
日本における水道法（昭和32年6月15日法律第177号）が定める水質基準は、同法4条2項を受けて制定された水質基準に関する省令（平成15年5月30日厚生労働省令第101号）および平成20年4月1日から施行されたその一部改正（平成19年11月14日厚生労働省令第135号）により、51項目の検査項目・検査方法及び基準値が定められている。同水質基準においては、たとえばカドミウムや水銀などについてそれぞれ許容値が定められており、大腸菌（平成15年4月1日より従前の「大腸菌群数」から変更）は検出が許されない。これに適合しないと日本国内において「水道水」として供給できない。
水道法に基づく水質基準は日本国内に一律に適用され条例で変更することはできない。
また、上記「水質基準」とは別に、水質基準に準じて検出状況を把握し、管理すべき項目として「水質管理目標設定項目」があり、農薬などの目標値が定められている。
なお、1980年代後半までは鉛製給水管が使用されたものの、水道水中への鉛の溶出が問題視されたため、近年は他の材質の給水管への取替えが進んでいる。しかし、2021年(令和3年)度末時点で未だに約3,800kmの鉛製給水管が残っていると報告されている。

#### 米国
米国では安全飲料水法(SDWA)で健康に関わる項目からなる第一種飲料水規則(NPDWR:National Primary DrinkingWater Regulations)と水道利用に関わる項目からなる第二種飲料水規則(NSDWR：National Secondary Drinking Water Regulations)が規定されている。ただし、第二種飲料水規則には法的拘束力は無い。

#### EU
欧州委員会の定めたEU飲料水指令の基準を遵守しなければならず、さらに各国はそれより厳しい上乗せ基準を設定することができる。

#### オーストラリア
連邦政府の水質基準はガイドラインとされており、各州政府がその基準を義務とするか、目標とするか、それよりも厳しい基準にするか決定する権限をもつ。

### 高度浄水処理
日本の上水道では、蛇口地点で塩素が0.1 mg/L以上含まれていなければならず、これによって大腸菌等のバクテリアの発生を防いでいる。水道の元となる取水した原水が十分に清浄であればこれだけで十分清潔な水道水が供給できるが、原水そのものが汚れたものであれば、多くの次亜塩素酸ナトリウムや次亜塩素酸カルシウムを加えてバクテリアを塩素殺菌する必要がある。
この塩素は、原水中のフミン質と呼ばれる主にバクテリアの腐敗によって生じた、多様な有機化合物群と反応してトリハロメタンと呼ばれるヒトの発ガン性物質が出来るので、塩素臭による不快感と共に、あまり水道中に加えることは出来ない。また、塩素に耐性を持つ特定の原虫が混入したりすることもあり、こういった汚れた原水で飲用の上水道を作る技術として、水の高度処理技術が生まれた。
高度浄水処理では、微細な穴の開いた膜を通したり、活性炭を使用する、オゾンを吹き込むなどのコストの掛かる方法をとる。シンガポールでは2003年から、下水を逆浸透膜で浄化する高度濾過技術を使った「ニューウォーター」（NEWater）計画を進めている。(日本の東京都では、既に行われている)

### 硬水と軟水
上水の元となる原水がミネラルを多く含めば、上水道で供給される水もそのままミネラル分の高いものとなる。ミネラル分の内でもカルシウムイオンとマグネシウムイオンの割合が高いものが硬水と呼ばれ、低いものが軟水と呼ばれる。通常はこの2つイオンの量を炭酸カルシウムに換算して、1リットル中に200 mg以上含まれるものが硬水で100 mg以下のものが軟水と呼ばれる。
欧州や中国の大部分は一般に硬水が多く、それに適した蒸し料理や油炒め料理、長時間煮込む料理が発達した。日本や米国は一般に軟水が多く、日本ではうまみを引き出した料理や緑茶が発達し、米国では欧州由来のコーヒーが本来の味を引き出せるために薄くなった。

### 味
日本国内でも水道水はミネラルウォーターと比べて美味しくないという印象を持たれていることが多い。2006年に日本で行われたアンケートでは、水道水が美味しくないイメージだと回答した人は全体で42.1％、普段から水道水をそのまま飲む人では25.2%、飲まない人では65.9%に上った。一方で、2013年に東京都で実施した水道水とミネラルウォーターを飲み比べたブラインドテストでは、約半数が水道水の方が美味しいと答えているなど、実際の味よりも先入観に左右されている傾向が見られる。
日本全国においてボトルで市販されている水道水の味と成分の関連を調査した研究によると、味の評価が高いものはダムや河川から取水された地表水が多く、ケイ素（Si）、カルシウム（Ca）、マグネシウム（Mg）等のミネラルの含有量が少ない軟水の傾向があった。また、評価が低いものは湧水や地下水に由来し、ミネラルの含有量が多い硬水の傾向にあった。電気伝導度（EC）・溶存固形物総量（TDS）・pHの数値も味との相関があると分析されている。

## 上水道の逆流事故
1933年、米国のシカゴ万博会場のホテルで浴槽と便器の水が給水管内に逆流し、1,409名がアメーバ赤痢に罹患し、98名が死亡した 。1948年に日本でも逆流事故によって腸チフス患者が550名発生し、3名が死亡した。これらの事故をはじめ多くの水道による事故の経験から、日本では「水道法」と「建築基準法」が、水槽、プール、流しその他水を入れ、又は受ける器具、施設等に給水する給水装置にあつては逆流を防止するための適当な措置を講じることを求めている。
逆流を防止するためには、水道蛇口を浴槽や台所シンク等の容器の縁より十分上方に離して設置して「エアギャップ」を確保することが有効である。これは、エアギャップによって、水道管内の圧力が断水などによって負圧となった時に管内に汚水が取り込まれる「逆サイフォン現象」を防ぐことが出来るからである。
集合住宅などでシャワーヘッドを湯水の入った浴槽内に漬けていると、万が一、断水などで管内が負圧になり、この時シャワーのコックを開けると、逆サイフォン現象によって不衛生な水が上水道管内に取り込まれてしまうので注意が必要である。

### 逆流防止に対応する器具
構造的に水道の吐出口が容器内に開口するフラッシュバルブ式大便器のような水回り器具ではエアギャップを確保することが不可能なために、「バキュームブレーカー」という逆サイフォン現象を防止するための仕組みを備えるものがある。大気圧式バキュームブレーカーでは大気圧と管内との差圧によって逆流を防止する仕組みとなっているため、逆流防止弁より確実に機能する。

### クロスコネクション
日本において、「水道法」と「建築基準法」は、上水配管とその他の用途の配管を直接接続することを禁じている。これは、上水側の圧力が何かの理由でなくなった場合やその他の配管の圧力が上昇した場合、上水側に逆流する恐れがあるからである。これを「クロスコネクションの禁止」という。
アメリカにおいては、多くのクロスコネクションが存在し、事故を防ぐために逆流防止弁が開発され、逆流を阻止するように設計されているが、劣化やゴミが挟まるなどの機能喪失は完全には防ぎきれない。そのため、多くの逆流事故が起きている。

## 上水道の汚染事故

### クリプトスポリジウム
1993年に米国ミルウォーキーで原虫のクリプトスポリジウムによる上水道の汚染があり、40万人の感染者と400名の死者を出した。また、日本においても1996年に埼玉県越生町で8812名の感染があった。この5μm程の大きさの微生物は上水道の通常の消毒に用いられる程度の塩素濃度では死滅しないため、日本を含めた多くの国の上水道ではこの原虫の混入がないように随時注意が払われている。コストを掛けて濾過フィルターを設置している水道事業者もある。

### カシン・ベック病
カシン・ベック病は19世紀にカシンおよびベックによりシベリアにみられる地方病として報告された骨変形などを主症状とする疾患である。水道水に含まれるフェルラ酸、パラドキシ桂皮酸、カフェイン酸等の有機物質が原因と考えられている。

### 取水施設への汚水混入
- 川崎市の赤痢（1935年1月）
- 大牟田爆発赤痢事件（1937年9月）
- 茂原下痢症（1953年6月）